# سترشاک
سترشاک (به صربی: Strešak) یک منطقهٔ مسکونی در صربستان است که در ناحیه پچینیا واقع شده‌است. سترشاک ۱۱۹ نفر جمعیت دارد.